# 6.5毫米口徑克里德莫爾彈
6.5毫米口径克里德莫尔弹(6.5x48mm)（英語：6.5mm Creedmoor cartridge），简称6.5mm CM或6.5 CM，是总部位于美国内布拉斯加州格兰德艾兰的霍纳迪制造公司（Hornady Manufacturing, Inc.）于2007年研发上市的一款短枪机中央底火瓶颈式无缘步枪子弹，因由霍纳迪的资深弹道学家戴维·艾马里（Dave Emary）与阿拉巴马州安尼斯敦的克里德莫尔运动公司（Creedmoor Sports）的产品研发副主席丹尼斯·德米尔（Dennis DeMille，当时是总经理）合作研发而得名。
此弹由.30 TC经过缩颈处理后研制而成，属于.308 Win的变种弹。6.5 CM弹比其他长枪机步枪弹（比如6.5-284 Norma）和大威力枪弹（比如6.5mm Rem Mag）的枪口初速要慢，但是因为总长度只有2.825英寸（71.8），可以在短枪机的栓动步枪和AR-10半自动步枪内使用。因为其设计之初就主要是针对远程精确射击的需求，其优越的弹道性能除了被用在远程射击比赛中之外还在狩猎市场上广受欢迎。

## 设计考量
6.5毫米（.264英寸）口径的弹头的截面密度和弹道系数普遍较高，在各种步枪精确射击比赛中备受青睐。6.5 CM弹主要是针对远程打靶而设计，综合了合理的弹壳容积/枪膛截面比（3.40毫升/34.66平方毫米）和充裕的弹头装填空间，可以在同样弹头直径情况下使用瘦长弹头提供良好的气动效率和外弹道性能，并保证相对不错的枪管寿命。在一些药量配比下，它可以媲美.300 WM的枪口初速和弹道轨迹，但后坐力却小得多。因为此弹是围绕.473英寸（12.0）的栓面直径标准设计的，在相似栓面直径的短枪机步枪上转换口径（比如.22-250 Rem、.243 Win、.300 Savage等）基本上只需更换枪管即可。

## 尺寸参数
6.5 CM弹有着3.40毫升（52.5格令水）的弹壳容积。美国人所指定的壳肩角度是alpha/2＝30度。常用的膛线缠距为203毫米（相当于1:8英寸的缠度），6条阴线，阳径6.50（0.256英寸），阴径6.71（0.264英寸），阳线宽度2.29（0.090英寸），根据生产商不同可能使用大号（绝大多数生产商）或小号（Lapua或Starline）的步枪底火。
根据国际常设枪械测试委员会（法語：Commission Internationale Permanente pour l'Epreuve des Armes à Feu Portatives，简称CIP）标准，6.5 CM弹可以承受最高435.00 MPa（63,091 psi）的膛压，在受CIP标准监控的国家所有的子弹必须通过C.I.P.标准125%的压力测试才会被允许在市场上销售。这意味着目前所有CIP标准国家的6.5 CM枪械都必须通过543.80 MPa（78,872 psi）的压力评估。
美国运动枪械及弹药制造商协会（Sporting Arms and Ammunition Manufacturers' Institute，简称SAAMI）制定的最高平均压力（maximum average pressure，简称MAP）则是62,000 psi（427.47 MPa）。

## 弹道性能
6.5 CM弹作为中等威力子弹经常被拿去和.260雷鸣登弹以及6.5×47毫米拉普阿弹作比较。独立测试的结果显示129格令的Hornady SST弹头在三百码距离的动能为2,225 J（1,641 ft·lbf）。另外一次的测试结果显示140格令的弹头在820 m/s（2,700 ft/s）初速的情况下射击六英寸目标的最大近距离平射射程（maximum point-blank range，简称MPBR）为242（265碼），并且厂家宣称用24英寸枪管可以在300碼（270）距离保持“将近1,600 ft·lbf（2,200 J）”的动能。
SAAMI认定的6.5 CM测试数据（离枪口15英尺测量）是129格令弹头初速2,940 ft/s（900 m/s）、140格令弹头初速2,690 ft/s（820 m/s）。相比之下，.300 WM的数据是200格令弹头初速2,930 ft/s（890 m/s）、210格令弹头初速2,665 ft/s（812 m/s）。著名的长距离射手“镭射狗”雷·桑切斯（Ray "RayDog" Sanchez）评论使用6.5 CM的Tubb 2000栓动步枪在1,000碼（910）距离“准得让人厌倦”，并强调他使用的枪弹组合在1000码距离可以维持亚角分的弹着组。

## 手装弹

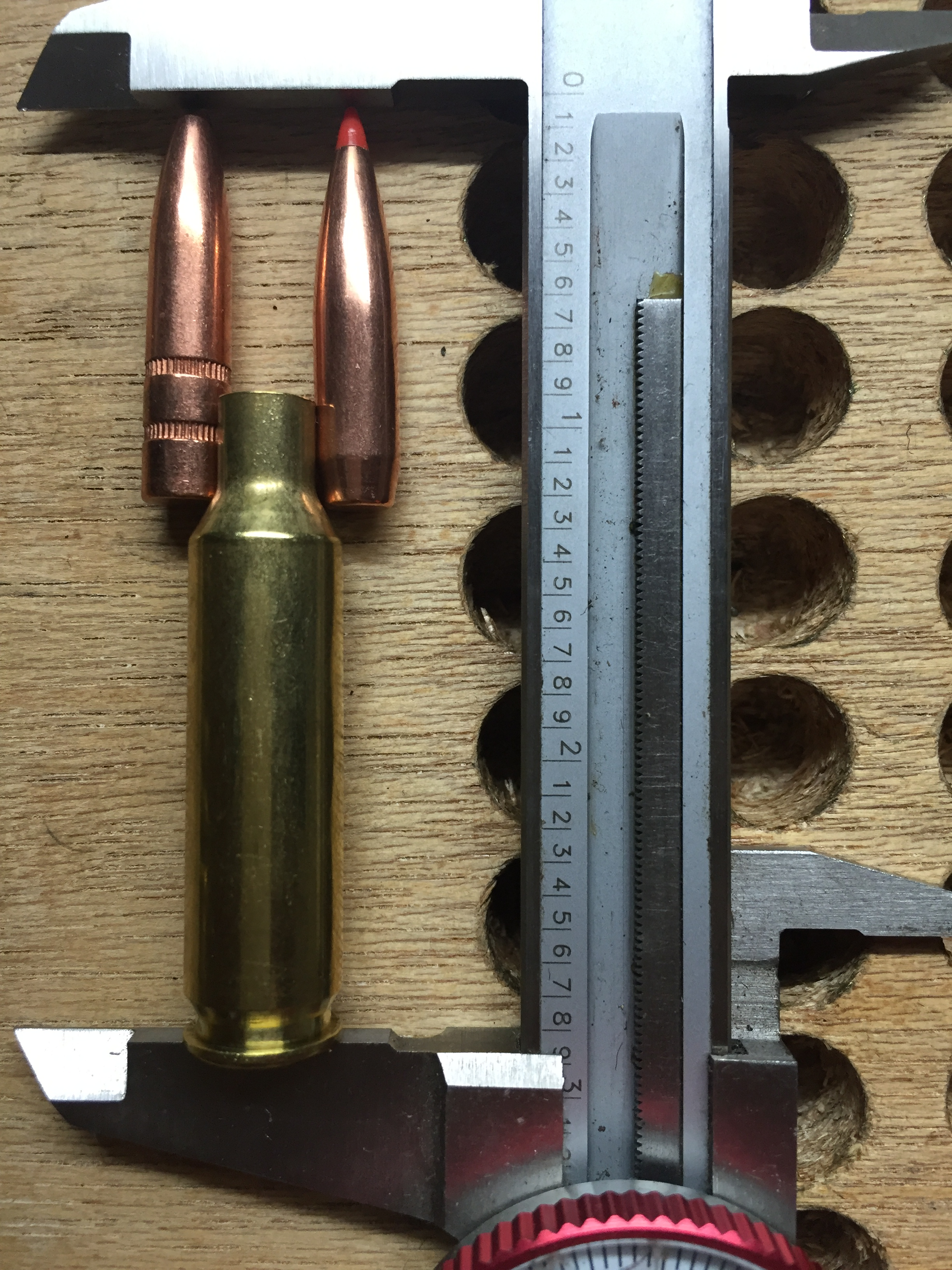
因为6.5 CM较长的壳颈，只有最长的140格令弹头才会够到弹壳的颈肩结合部。这意味着在复装较长弹头的时候即使压入壳颈较远也不太可能出现复装超过20次后的颈腔狭窄情况。弹头（从左到右）：140格令雷明顿空尖弹、123格令霍纳迪A-Max。卡尺设定在常见弹匣长度。

6.5 CM弹的手装成本与其他6.5毫米子弹（比如6.5×47毫米拉普阿弹）大致相同，可以使用大号或小号（比大号稍微贵些）的步枪底火。6.5 CM最早上市时使用的是大号步枪底火，号称弹壳可以承受60000 psi的膛压，之后霍尼迪更是声称62000 psi并向SAAMI申请了注册。然而许多射手在复装后遇到了首次底火就被喷离的问题，以至于一些设计文献将推荐膛压降到了57000 psi以下，此外一些报道还披露了霍尼迪在评测时隐瞒了类似问题。
在2017年的NSSF射击狩猎及户外贸易展览会（SHOT Show）上，芬兰弹药生产商拉普阿发布了将在第二季度推出使用小号底火的6.5 CM弹壳。拉普阿生产的6.5 CM弹壳在理论上可以避免大号底火脱落的问题，但需要特殊的复装器材并且需要进一步的压力测试才能够安全使用。

## 衍生弹

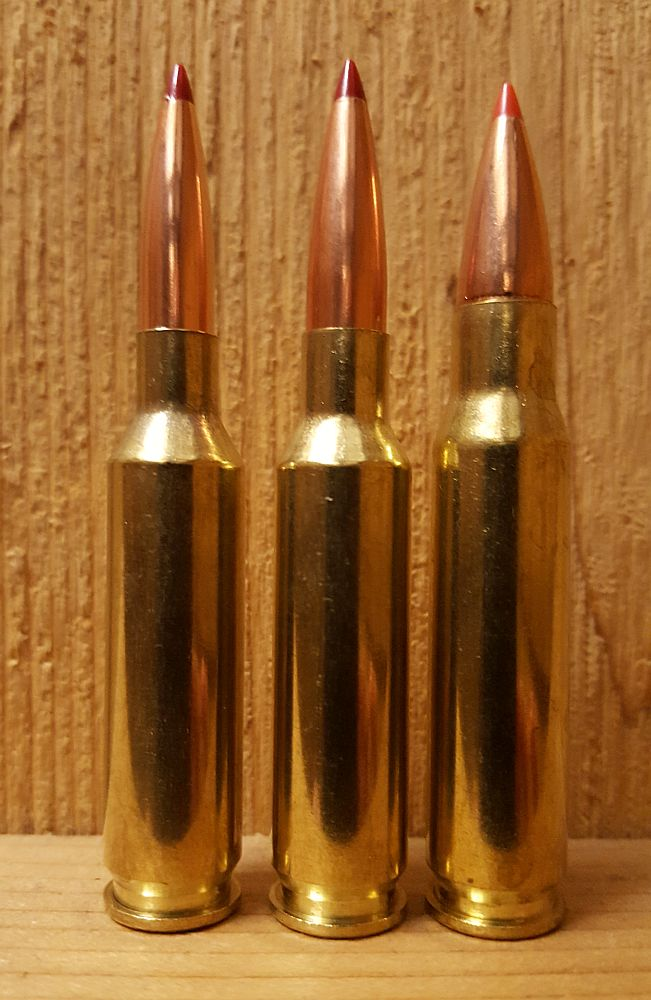
从左向右：6 CM、6.5 CM、.308 Win

6毫米克里德莫尔弹（6mm Creedmoor，简称6 CM）是6.5 CM的缩颈版“野猫弹”（wildcat cartridge，指没有大规模量产的特装型号），使用比6.5毫米弹头更轻、后坐力更小的6毫米（.243英寸）口径弹头，由《户外生活》杂志的副主编约翰·斯诺于2009年设计。目前，美国第三大步枪生产商萨维奇武器公司（Savage Arms）有三款栓动步枪和一款半自动步枪使用6 CM。霍尼迪则在市面上发行87格令的Varmint Express、103格令的Precision Hunter和108格令的Match型号弹头。

## 军用
2017年10月，美国特种作战指挥部（USSOCOM）用SR-25、M110A1和Mk 20三款狙击步枪系统对7.62毫米北约弹、.260 Rem和6.5 CM弹进行了性能测试。 USSOCOM的结论是6.5 CM的性能最佳，在1,000（1,100碼）外的命中概率为现役北约弹的两倍，有效射程增加近一半，风偏减少三分之一，并且后坐力更小。.260 Rem和6.5 CM的外形尺寸相似，精确度、可靠性和外弹道状态方面非常相近，但是多数观点是6.5 CM进一步发展改进的潜能更大。因为可以在同一规格的弹匣内使用，改变口径只需更换枪管，许多特种作战狙击手开始计划在2019年早期批量在半自动精确射手步枪上换用6.5 CM来取代7.62北约弹。紧随USSOCOM之后，美国国土安全部也决定让其特警人员换用6.5 CM。